# Burgh next Aylsham
Burgh next Aylsham är en by i civil parish Burgh and Tuttington, i distriktet Broadland, i grevskapet Norfolk i England. Byn är belägen 3 km från Aylsham. Burgh var en civil parish fram till 1935 när blev den en del av Tuttington. Civil parish hade 198 invånare år 1931. Byn nämndes i Domedagsboken (Domesday Book) år 1086, och kallades då Bu(r)c.